# Узынколь (озеро, Фёдоровский район)
Узынколь (каз. Ұзынкөл) — озеро в Фёдоровском районе Костанайской области Казахстана. Находится в 8 км к востоку от села Бикилек и в 9 км к северо-востоку от Лысановка.
По данным топографической съёмки 1943 года, площадь поверхности озера составляет 4,28 км². Наибольшая длина озера — 4,1 км, наибольшая ширина — 1,4 км. Длина береговой линии составляет 11,4 км, развитие береговой линии — 1,54. Озеро расположено на высоте 176 м над уровнем моря.